# Рыбников переулок
Ры́бников переу́лок — переулок в Центральном административном округе города Москвы на территории Красносельского района. Проходит от улицы Сретенка до Костянского переулка, лежит между Сретенским бульваром и Ащеуловым переулком параллельно им. Нумерация домов ведётся от Сретенки.

## Происхождение названия
Назван в XVIII веке по фамилии домовладельца — «артиллерии зелейного (то есть пороховых дел) ученика» Андрея Рыбникова.

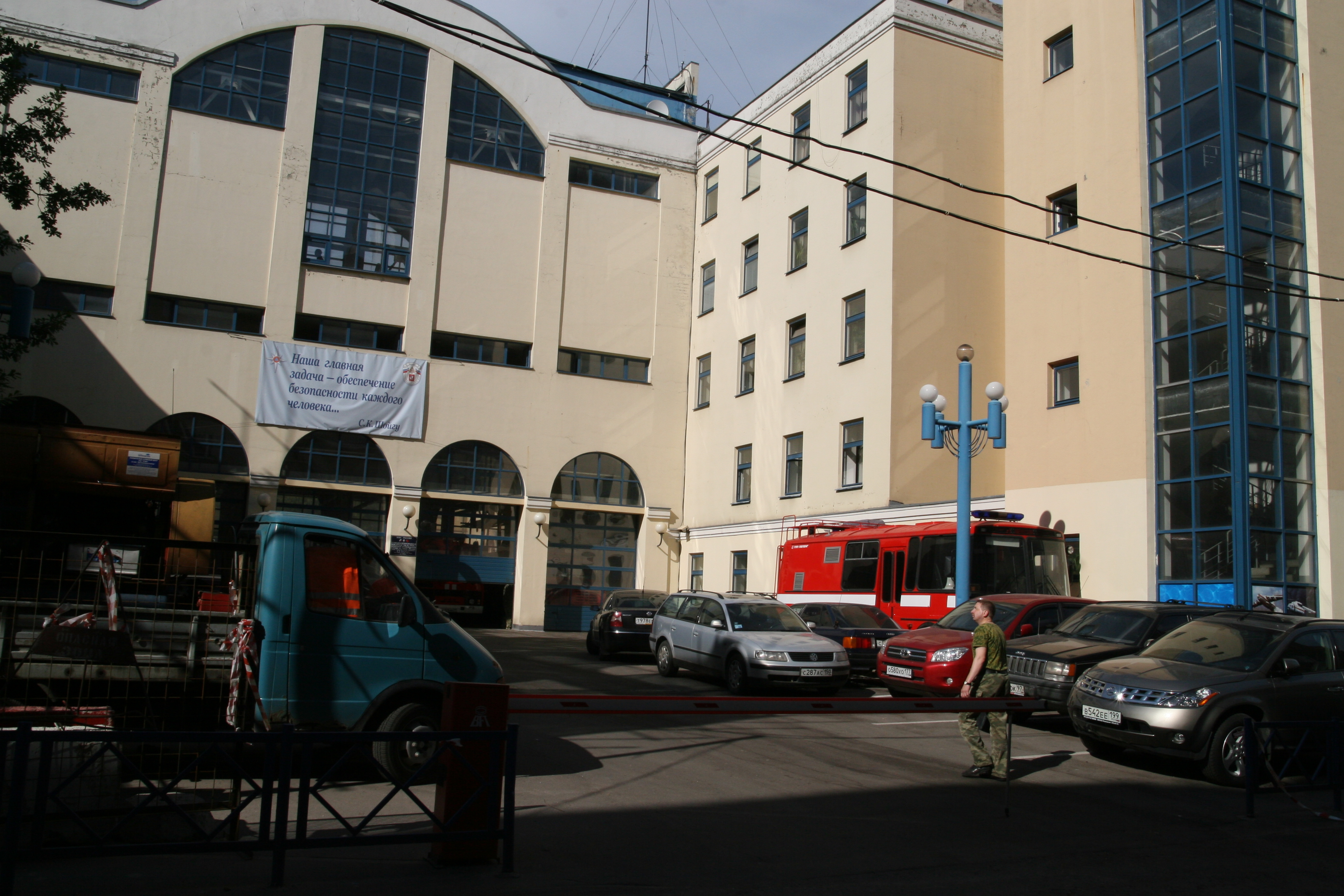
Пожарная часть им В. М. Максимчука

## Примечательные здания и сооружения
По нечётной стороне:
- № 5 — 2-я специализированная пожарная часть (рота) федеральной противопожарной службы по городу Москве при Главном управлении МЧС России по г. Москве имени Героя России В. М. Максимчука.
- № 7 (не сохранился) — в этом доме жила семья Пушкиных. Сергей Львович Пушкин нанял 1 июля 1810 г. деревянный дом коллежской асессорши Лупандиной. Недолгое пребывание Пушкиных в Рыбниковом переулке отмечено рождением 16 июля четвёртого сына — Павла. Дом сгорел во время пожара 1812 г.

На месте сгоревшего здания было построено небольшое, в три этажа красного кирпича, здание. Предположительно, по рассказам старожилов — меховая фабрика. После революции здание перестроили в жилой дом, один подъезд, шесть квартир. в 1976 году здание расселили и впоследствии снесли.
- № 9 — жилой дом. В 1920—1940-х годах здесь жил кинорежиссёр Александр Столпер[2].

По чётной стороне:
- № 2/6 — Конторское здание (1911, архитектор В. В. Шервуд). В 1925—1979 годах в этом доме размещалось Художественное училище памяти 1905 года, в котором преподавали В. Н. Бакшеев, Н. П. Крымов и другие художники. В настоящее время в здании располагается Музей истории органов внутренних дел г. Москвы.

## Транспорт
- Станции метро «Тургеневская», «Сретенский бульвар» и «Чистые пруды».
- Автомобильное движение по Рыбникову переулку одностороннее, по направлению от улицы Сретенка в сторону Костянского переулка.